# Francisco da Costa Soares

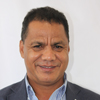
Francisco da Costa Soares

Francisco da Costa Soares (Kampfname: Borlaco, Borlaku) ist ein Politiker aus Osttimor.

## Werdegang
Während der IV. Regierung war er Generaldirektor beim Finanzministerium. Am 8. August 2012 wurde Soares als Staatssekretär für institutionelle Entwicklung der V. Regierung vereidigt. Später wurde er Mitglied der Partido Democrático und stellvertretender Generalsekretär der Partei.
Am 24. Januar 2013 erhob die Staatsanwaltschaft formal Anklage gegen Soares, wegen des Verdachts des Amtsmissbrauchs und des Steuerbetrugs. Er soll gesetzeswidrig an einem Regierungsauftrag beteiligt gewesen sein, bei dem Toyota-Prado-Fahrzeuge für die Parlamentsabgeordneten angeschafft werden sollten. Die Vorwürfe beziehen sich auf seine Zeit als Generaldirektor. Allerdings übte die Regierung Druck auf das Nationalparlament aus, damit die Immunität von Soares nicht aufgehoben wird. Daher blieben die Ermittlungen zunächst liegen.
In der VI. Regierung, die am 16. Februar 2015 vereidigt wurde, sollte Soares Staatssekretär bleiben, allerdings verzichtete er auf sein Amt aufgrund der laufenden Ermittlungen gegen ihn. Soares kam zwar zur Vereidigungszeremonie, nahm aber nicht daran teil, so dass sein Amt vakant blieb.
Am 15. September 2017 wurde Soares wegen Unregelmäßigkeiten beim Bau des Krankenhauses von Baucau zu sieben Jahren Gefängnis und einer Zahlung von 106.000 US-Dollar verurteilt.